# Xã Springvale, Michigan
Xã Springvale (tiếng Anh: Springvale Township) là một xã thuộc quận Emmet, tiểu bang Michigan, Hoa Kỳ. Năm 2010, dân số của xã này là 2.141 người.